# Gli innocenti dalle mani sporche
Gli innocenti dalle mani sporche (Les innocents aux mains sales) è un film del 1975 diretto da Claude Chabrol, tratto dal romanzo di Richard Neely L'incubo della colpa (The Damned Innocents, 1971).

## Trama
A Saint-Tropez, Wormser vive senza lavoro con sua moglie Julie, molto più giovane di lui. Cardiopatico, deve evitare i rapporti sessuali e si ubriaca per dimenticare la sua frustrazione. Julie diventa l'amante di uno scrittore. Gli amanti decidono di uccidere Wormser camuffando la sua morte in un incidente in barca. Sfortunatamente, le cose non vanno come previsto. Julie è inorridita nell'apprendere che non solo suo marito scompare, ma anche tutti i suoi soldi... e il suo amante.

## Produzione
Girato a Saint-Tropez e Mentone.